# Deportes Melipilla
Maillots
Le Club de Deportes Melipilla est un club de football chilien basé à Melipilla dans la Région Métropolitaine de Santiago.

## Histoire
Le Deportes Melipilla est fondé le 24 janvier 1992, à Melipilla, sur les bases du Soinca Bata, club fondé en 1963 et dissout en 1992. Le Deportes Melipilla débute en deuxième division à la place du Soinca Bata et dès sa première saison est promu en première division, mais n'y restera qu'une saison. Il faudra attendre 2005 pour revenir au plus haut niveau chilien, après avoir terminé champion de Primera B. Mais de nouveau l'aventure en première division ne dure qu'une saison, l'équipe fera ensuite l'ascenseur pour revenir directement en première division en 2007.
En 2007, une 10e place assure le maintien au club, mais dès la saison suivante elle reprend le chemin vers la deuxième division. Puis la chute continue jusqu'en quatrième division.
En 2012, quand est créée la troisième division professionnelle le club est invité à y participer. En 2017, le club retrouve la deuxième division et en 2021, après douze ans d'absence, la première division.
Le 27 décembre 2021, le club est exclu du football professionnel en raison d'irrégularités de gestion.

## Palmarès
- Primera B
  - Champion : 2004, 2006